# Letov Š-50
Letov Š-50  – czechosłowacki samolot rozpoznawczy i lekki bombowy, zbudowany w 1938 roku w wytwórni Letov w Pradze.

## Historia

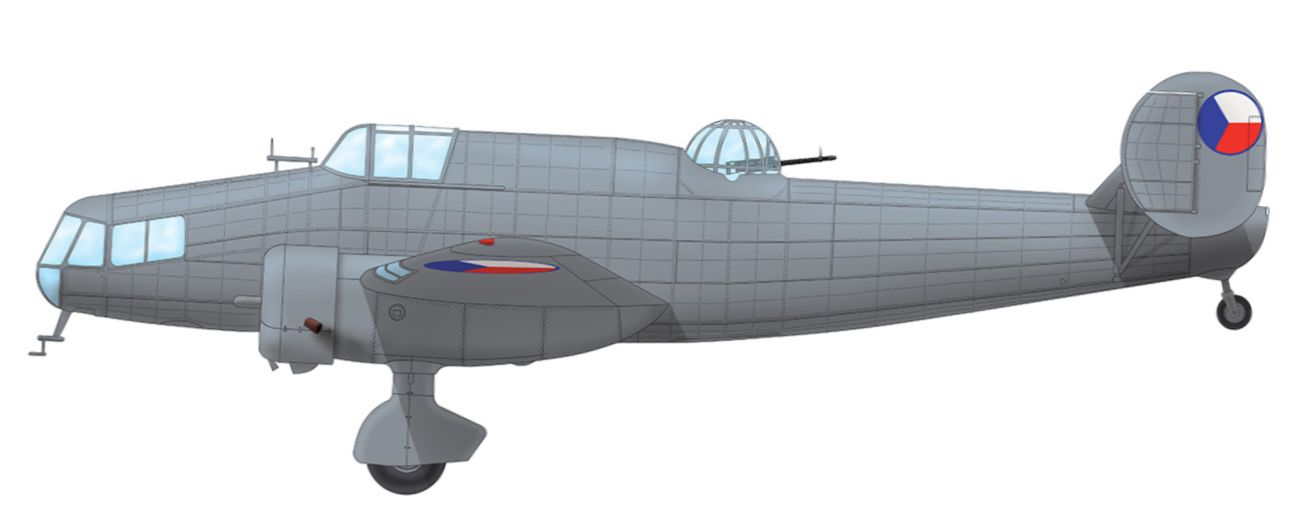
Letov Š.50.1, prototyp, jesień 1938 r.

W styczniu 1936 roku czechosłowackie Ministerstwo Obrony Narodowej opracował program budowy prototypów samolotów kilku kategorii, którego celem opracowanie nowoczesnych samolotów dla lotnictwa wojskowego. W programie podano szczegółowe wymagania taktyczno-techniczne różnych typów samolotu w tym dla trzymiejscowego dziennego i nocnego taktycznego samolotu obserwacyjnego i rozpoznawczego bliskiego zasięgu. Na podstawie tych wymagań  czechosłowacka wytwórnia lotnicza Letov opracował projekt samolotu Letov Š-50.
Projekt samolotu opracowany został przez konstruktora Aloisa Šmolika i był to pierwszy w historii wytwórni Letov samolot o całkowicie metalowej konstrukcji. Wyposażony był  jako pierwszy samolot czechosłowacki  w mechanicznie obracaną wieżyczkę strzelecką firmy Tatra na grzbiecie kadłuba. W prototypie zastosowano stałe podwozie i silniki gwiazdowe typu Avia Rk-17, ale w maszynach seryjnych zamierzano zamontować podwozie chowane i mocniejsze silniki francuskie Gnôme-Rhône 14M o mocy po 700 KM (515 kW), co miało spowodować wzrost prędkości maksymalnej do 370 km/h. Budowa prototypu trwała jednak dość długo ze względu na brak doświadczenia w budowie całkowicie metalowych samolotów. W 1937 roku na wielkiej narodowej wystawie lotniczej w Pradze pokazano drewnianą makietę samolotu w skali 1:1. Oblot prototypu Letov Š-50 planowano początkowo na marzec 1938 roku, ale właściwe próby w locie rozpoczęły się dopiero w listopadzie 1938 roku.
Po zajęciu Czechosłowacji przez Niemcy w marcu 1939 roku samolot został przez nich przejęty i otrzymał cywilną niemiecką rejestracją D-OPCO oraz  swastykami na usterzeniu. Samolot wystawiono w lecie 1939 roku na międzynarodowej wystawie lotniczej w Brukseli, na stanowisku Protektoratu Czech i Moraw. Po wystawie samolot wrócił do zakładów, a następnie przekazano go do ośrodka doświadczalnego Luftwaffe w Rechlinie, gdzie przeprowadzono szereg testów. W trakcie tych testów uległ on uszkodzeniu, powrócił wtedy do wytwórni, gdzie ostatecznie go zezłomowano.

## Użycie w lotnictwie
Samolot Letov Š-50 używany był tylko do testów fabrycznych, a po zajęciu Czechosłowacji przechodził testy w ośrodku doświadczalnym Luftwaffe w Rechlinie. 

## Opis konstrukcji
Samolot Letov Š-50 był dwusilnikowy trzymiejscowy średniopłat wolnonośny z zakrytymi kabinami załogi, konstrukcja całkowicie metalowa. Podwozie stałe trójkołowym z kółkiem ogonowym.